# إستيل كاسكارينو
إستيل كاسكارينو (ولدت في 5 فبراير 1997) هي لاعبة كرة قدم فرنسية محترفة تلعب كمدافعة مع نادي يوفنتوس لكرة القدم للسيدات في الدوري الإيطالي ومنتخب فرنسا لكرة القدم للسيدات.

## مسيرتها الكروية
بدأت كاسكارينو لعب كرة القدم في سن الثالثة عشرة مع فرق الشباب في نادي أولمبيك ليون. ظهرت لأول مرة في الدوري الفرنسي لكرة القدم للسيدات مع نادي أولمبيك ليون موسم 2014–15. خلال فترة لعبها مع أولمبيك ليون، فازت بلقبين في الدرجة الأولى. وقعت كاسكارينو أول عقد احترافي لها في عام 2015. في يونيو 2016، غادرت كاسكارينو نادي أولمبيك ليون لأنها شعرت أنها لن يتم اختيارها بسبب نقص فرص الفريق الأول. انتقلت إلى نادي نادي جوفيسي لكرة القدم (الذي تمت إعادة تسميته لاحقًا باسم باريس إف سي) بعقد لمدة عامين. في 9 يوليو 2021، أعلن باريس سان جيرمان عن التعاقد مع كاسكارينو بعقد لمدة ثلاث سنوات.
في 21 يناير 2023، انضمت كاسكارينو إلى نادي مانشستر يونايتد الإنجليزي ضمن دوري السوبر للسيدات على سبيل الإعارة حتى نهاية الموسم. ظهرت لأول مرة مع النادي في 29 يناير، حيث دخلت كبديلة في الدقيقة 68 في فوز 2-1 خارج أرضها على فريق سندرلاند إيه إف سي للسيدات في البطولة في الجولة الرابعة من كأس الاتحاد الإنجليزي للسيدات 2022–23. في 18 أغسطس 2023، انضمت كاسكارينو إلى نادي يوفنتوس بعقد لمدة عامين حتى 30 يونيو 2025.

## مسيرتها الدولية
تم استدعاء كاسكارينو للعب مع منتخب فرنسا لكرة القدم للسيدات تحت 16 سنة في عام 2012. ومن هناك، تدرجت في الفئات العمرية الفردية للمنتخب الفرنسي بين عامي 2012 و2016. في عام 2016، لعبت في كل من بطولة أمم أوروبا للسيدات تحت 19 سنة 2016 وكأس العالم للسيدات تحت 20 سنة 2016 في الفئات العمرية المعنية. في عام 2017، ظهرت كاسكارينو لأول مرة مع منتخب فرنسا لكرة القدم للسيدات في مباراة ودية ضد غانا. تم استدعاء كاسكارينو إلى تشكيلة فرنسا لكأس العالم للسيدات 2023. في يوليو 2024، تم اختيار كاسكارينو ضمن تشكيلة فرنسا المشاركة في منافسات كرة القدم للسيدات في دورة الألعاب الأولمبية الصيفية 2024.

## حياتها الشخصية
كاسكارينو هي الشقيقة التوأم للاعبة دلفين كاسكارينو، التي تلعب أيضًا كرة القدم كلاعبة وسط محترفة. والدها إيطالي ووالدتها من غوادلوب. إنهم ليسوا مرتبطين باللاعب السابق لجمهورية أيرلندا توني كاسكارينو، على الرغم من أنهم غالبًا ما يُسألون عما إذا كانوا.

## إحصائيات

### مع النادي
آخر تحديث 5 مارس 2023.
| النادي                  | الموسم   | الدوري                                        | الدوري | الدوري  | الكأس الوطنية | الكأس الوطنية | قارية | قارية   | أخرى  | أخرى    | الإجمالي | الإجمالي |
| النادي                  | الموسم   | القسم                                         | اللعب  | الأهداف | اللعب         | الأهداف       | اللعب | الأهداف | اللعب | الأهداف | اللعب    | الأهداف  |
| ----------------------- | -------- | --------------------------------------------- | ------ | ------- | ------------- | ------------- | ----- | ------- | ----- | ------- | -------- | -------- |
| ليون                    | 2014–15  | دوري الدرجة الأولى الفرنسي لكرة القدم للسيدات | 1      | 0       | 0             | 0             | 0     | 0       | —     | —       | 1        | 0        |
| ليون                    | 2015–16  | دوري الدرجة الأولى الفرنسي لكرة القدم للسيدات | 1      | 0       | 1             | 0             | 0     | 0       | —     | —       | 2        | 0        |
| ليون                    | المجموع  | المجموع                                       | 2      | 0       | 1             | 0             | 0     | 0       | 0     | 0       | 3        | 0        |
| باريس إف سي             | 2016–17  | دوري الدرجة الأولى الفرنسي لكرة القدم للسيدات | 15     | 0       | 1             | 1             | —     | —       | —     | —       | 16       | 1        |
| باريس إف سي             | 2017–18  | دوري الدرجة الأولى الفرنسي لكرة القدم للسيدات | 20     | 0       | 2             | 0             | —     | —       | —     | —       | 22       | 0        |
| باريس إف سي             | 2018–19  | دوري الدرجة الأولى الفرنسي لكرة القدم للسيدات | 19     | 0       | 4             | 0             | —     | —       | —     | —       | 23       | 0        |
| باريس إف سي             | المجموع  | المجموع                                       | 54     | 0       | 7             | 1             | 0     | 0       | 0     | 0       | 61       | 1        |
| بوردو                   | 2019–20  | دوري الدرجة الأولى الفرنسي لكرة القدم للسيدات | 12     | 0       | 4             | 0             | —     | —       | —     | —       | 16       | 0        |
| بوردو                   | 2020–21  | دوري الدرجة الأولى الفرنسي لكرة القدم للسيدات | 14     | 0       | 1             | 0             | —     | —       | —     | —       | 15       | 0        |
| بوردو                   | الإجمالي | الإجمالي                                      | 26     | 0       | 5             | 0             | 0     | 0       | 0     | 0       | 31       | 0        |
| باريس سان جيرمان        | 2021–22  | دوري الدرجة الأولى الفرنسي لكرة القدم للسيدات | 12     | 0       | 1             | 0             | 3     | 0       | —     | —       | 16       | 0        |
| باريس سان جيرمان        | 2022–23  | دوري الدرجة الأولى الفرنسي لكرة القدم للسيدات | 5      | 0       | 0             | 0             | 5     | 0       | 1     | 0       | 11       | 0        |
| باريس سان جيرمان        | الإجمالي | الإجمالي                                      | 17     | 0       | 1             | 0             | 8     | 0       | 1     | 0       | 27       | 0        |
| مانشستر يونايتد (إعارة) | 2022–23  | دوري السوبر للسيدات                           | 1      | 0       | 1             | 0             | —     | —       | —     | —       | 2        | 0        |
| الإجمالي                | الإجمالي | الإجمالي                                      | 100    | 0       | 15            | 1             | 8     | 0       | 1     | 0       | 124      | 1        |

ملاحظة
1. ↑  عُرف باسم نادي جوفيسي لكرة القدم خلال موسم 2016–17.
2. ↑  تشمل كأس فرنسا للسيدات وكأس الاتحاد الإنجليزي
3. ↑  تشمل دوري أبطال أوروبا للسيدات
4. ↑  كأس الأبطال

### المشاركات الدولية
| المنتخب                        | السنة    | اللعب | الأهداف |
| ------------------------------ | -------- | ----- | ------- |
| منتخب فرنسا لكرة القدم للسيدات | 2017     | 1     | 0       |
| منتخب فرنسا لكرة القدم للسيدات | 2020     | 4     | 1       |
| منتخب فرنسا لكرة القدم للسيدات | 2021     | 0     | 0       |
| منتخب فرنسا لكرة القدم للسيدات | 2023     | 10    | 0       |
| منتخب فرنسا لكرة القدم للسيدات | 2024     | 3     | 0       |
| الإجمالي                       | الإجمالي | 18    | 1       |

| رقم | التاريخ       | اللقب | المكان                    | الخصم     | التسجيل | النتيجة | المسابقة                             |
| --- | ------------- | ----- | ------------------------- | --------- | ------- | ------- | ------------------------------------ |
| 1   | 1 ديسمبر 2020 | 5     | ستاد لا رابين، فان، فرنسا | كازاخستان | 8–0     | 12–0    | تصفيات بطولة أمم أوروبا للسيدات 2022 |

## الإنجازات
باريس سان جيرمان
- كأس فرنسا للسيدات: 2021–22[19]

مانشستر يونايتد
- كأس الاتحاد الإنجليزي للسيدات: 2022–23 (المركز الثاني)[20]